# Gare de Savigny-le-Temple - Nandy
Gare de Savigny-le-Temple - Nandy vasútállomás és RER állomás Franciaországban, Savigny-le-Temple településen.

## Vasútvonalak
Az állomást az alábbi vasútvonalak érintik:
- Párizs–Marseille-vasútvonal

## Kapcsolódó állomások
A vasútállomáshoz az alábbi állomások vannak a legközelebb:
- Gare de Lieusaint - Moissy (Gare de Creil, D RER-vonal)
- Gare de Cesson (Gare de Melun, D RER-vonal)